# Rudolph Joseph Rummel
Rudolph Joseph Rummel (21 de outubro de 1932) foi um acadêmico e professor emérito norte-americano de ciência política na Universidade do Havaí. Passou boa parte de sua vida acadêmica montando uma base dados sobre violência coletiva e guerra, buscando ajudar em sua solução ou eliminação. Rummel cunhou o termo democídio para assassinato pelo governo. Suas pesquisas levaram-no a afirmar que morreram seis vezes mais pessoas por democídio durante o século XX do que em todas as guerras daquele século, somadas. Ele conclui dizendo que a democracia é a forma de governo menos provável de matar seus cidadãos e que uma democracia nunca (ou quase nunca) entra em guerra contra  outra.